# Aponogeton rehmannii
Aponogeton rehmannii är en enhjärtbladig växtart som beskrevs av Daniel Oliver. Aponogeton rehmannii ingår i släktet Aponogeton och familjen Aponogetonaceae. IUCN kategoriserar arten globalt som livskraftig. Inga underarter finns listade.